# Taos (Nové Mexiko)
Taos je město v severní části amerického státu Nové Mexiko, sídlo správy okresu Taos County. Město má přibližně 6 500 obyvatel. Nachází se v pohoří Sangre de Cristo Mountains v nadmořské výšce 2124 m. Podnebí je kontinentální, s průměrnými teplotami okolo 30 °C v létě a pod –10 °C v zimě, srážky dosahují 313 mm ročně. Taos leží v povodí Rio Grande.
Okolo 10. století zde vzniklo domorodé pueblo, které patří k nejstarším trvale obydleným sídlům Severní Ameriky a bylo zařazeno na seznam světového dědictví. Název znamená v místním jazyce „rudé vrby“. V 17. století oblast ovládli Španělé, proti kterým původní obyvatelé v roce 1680 vedli povstání pueblových indiánů. V roce 1846 byl Taos prvním mexickým městem obsazeným v mexicko-americké válce americkým vojskem, proti němuž vypuklo následujícího roku taoské povstání. V roce 1934 se Taos stal samosprávným městem.
Taos přitahuje množství umělců. V roce 1915 zde vznikla Taos Society of Artists, ve městě a okolí žili David Herbert Lawrence, Agnes Martinová, Nikolaj Fešin, Dennis Hopper nebo Lynn Andersonová. Město má tři muzea výtvarného umění, proslulá je i každoroční fiesta v polovině července. Významnou památkou místní architektury je římskokatolický chrám svatého Františka z Assisi, postavený španělskými misionáři koncem 18. století. Kostel je národní památkou a svými obrazy ho proslavila Georgia O'Keeffe. Hornaté okolí města využívají turisté k lyžování a jízdě na horských kolech.
Od roku 1989 je v Taosu zaznamenán fenomén zvaný Taos hum – nízkofrekvenční hukot neznámého původu.

## Partnerská města
- Xalisco